# Michel Salesse
Michel Jean Frédéric Salesse (* 3. Januar 1955 in Algier, Algerien) ist ein ehemaliger französischer Degenfechter.

## Erfolge
Michel Salesse wurde 1982 in Rom und 1983 in Wien mit der Mannschaft Weltmeister. Er nahm an zwei Olympischen Spielen teil. Bei den Olympischen Spielen 1980 in Moskau erreichte er mit der französischen Equipe ungeschlagen das Finale, in dem Polen mit 8:4 besiegt wurde. Gemeinsam mit Philippe Boisse, Patrick Picot, Philippe Riboud und Hubert Gardas wurde Salesse damit Olympiasieger. 1984 zog er mit der Mannschaft erneut ins Gefecht um Gold ein, in dem Frankreich der Mannschaft der Bundesrepublik Deutschland mit 5:8 unterlag. Neben Salesse erhielten Philippe Boisse, Jean-Michel Henry, Olivier Lenglet und Philippe Riboud Silber.